# Notogomphus cottarellii
Notogomphus cottarellii là một loài chuồn chuồn ngô thuộc họ Gomphidae. Nó là loài đặc hữu của Ethiopia. Các môi trường sống tự nhiên của chúng là đồng cỏ ở cao nhiệt đới hoặc cận nhiệt đới và sông. Nó bị đe dọa do mất môi trường sống.